# Bowil
Bowil este o comunitate politică din cantonul Berna, Elveția.

## Istoric
Orașul este menționat încă din 1299 ca Bonwile